# Антоненко, Ирина Игоревна
Ири́на И́горевна Анто́ненко (род. 1 сентября 1991, Магдебург, Германия) — российская киноактриса, фотомодель, ведущая и участница конкурсов красоты. Победительница конкурса «Мисс Россия — 2010». Также является обладательницей титулов «Мисс Автозвук — 2008» и «Мисс Екатеринбург — 2009».

## Биография
Ирина Антоненко родилась 1 сентября 1991 года в немецком городе Магдебурге в семье Натальи и Игоря Антоненко. Оба родителя — сотрудники полиции.
Обучалась в общеобразовательной средней школе № 156 города Екатеринбурга. В школе вместе с братом посещала профильные кадетские классы.
По окончании школы в 2008 году поступила в Уральский финансово-юридический институт и одновременно с этим занялась карьерой модели. После победы на конкурсе «Мисс Россия» в 2010 году завершила карьеру модели.

## Карьера
Высокий рост Ирины Антоненко (177 см) и её пропорции (90-61-91) стали определяющим фактором в выборе первого места работы. В агентстве «Александри» в Екатеринбурге Антоненко проработала два года, став очень востребованной моделью. Принимала участие в популярном beauty-проекте «New Hollywood Look», а также одержала победу на конкурсе «Мисс Автозвук» в 2008 году.
В конце 2009 года, завоевав титул «Мисс Екатеринбург», решила ехать в Москву на общероссийский конкурс красоты. В середине февраля 2010 года она отправилась в столицу, чтобы принять участие в подготовке к финалу «Мисс Россия».
6 марта 2010 года завоевала титул «Мисс Россия». В качестве главного приза получила 100 000 американских долларов и специальный приз от спонсоров — часы из розового золота, украшенные чёрными бриллиантами. Также Антоненко получила право претендовать на звания «Мисс мира» и «Мисс Вселенная». Стала первой девушкой на Среднем Урале, добившейся звания «Мисс Россия».
13 марта 2010 года подписала контракт с представителями дизайнера Филиппа Пляйна, став лицом его рекламной кампании.
24 апреля 2010 года открыла восьмой благотворительный Венский бал в Москве. 23 августа приняла участие в конкурсе «Мисс Вселенная 2010», который проходил в американском городе Лас-Вегасе в отеле «Mandalay Bay Resort and Casino». Вошла в число пятнадцати финалисток конкурса, но не попала в верхнюю десятку.
В 2010 году снялась в главной роли в клипе певца Марка Юсима.
13 февраля 2011 года приняла участие в проекте «Танцы со звёздами» телеканала «Россия-1». Партнёром стал актёр Михаил Мамаев.
В этом же году состоялся дебют Ирины Антоненко в качестве киноактрисы. Её первой работой стали съёмки в картине режиссёра Тимура Бекмамбетова «Фантом», затем поступила в Российский университет театрального искусства — ГИТИС.
Снялась в главной роли в клипе группы «4POST» «Как же ты могла». Приняла участие в кинопроекте, который представляет собой 12 новелл, объединённых между собой в короткометражный художественный фильм «Кинопробы».
23 сентября 2012 года дебютировала в качестве театральной актрисы на сцене московского Театрального центра имени Всеволода Мейерхольда в спектакле «Тайна волшебных колец».
В 2014 году Ирина одну из главных ролей в телесериале «Корабль».

## Фильмография
| Год  |    | Название                    | Роль                                                                        |
| ---- | -- | --------------------------- | --------------------------------------------------------------------------- |
| 2011 | ф  | Фантом                      | красотка в клубе                                                            |
| 2011 | ф  | Кинопробы                   | главная роль                                                                |
| 2013 | тф | Золотая клетка              | Алина (главная роль)                                                        |
| 2014 | с  | Корабль                     | Алёна Громова, старшая дочь капитана, возлюбленная Макса Григорьева         |
| 2014 | тф | Свадьбы не будет            | Алиса, соперница Нади                                                       |
| 2015 | тф | Сюрприз для любимого        | Ника, любовница Алексея                                                     |
| 2015 | с  | Солнце в подарок            | Ляля                                                                        |
| 2015 | с  | Корабль (второй сезон)      | Алёна Громова, старшая дочь капитана, возлюбленная Макса Григорьева         |
| 2016 | ф  | Дед Мороз. Битва магов      | Лина                                                                        |
| 2016 | ф  | Эластико                    | Даша Разбегаева (главная роль)                                              |
| 2017 | ф  | Заклятые подруги            | Таня (главная роль)                                                         |
| 2017 | с  | Победители                  | Варвара Авилова, актриса                                                    |
| 2017 | ф  | Осиное гнездо               | Вероника Мальцева, дочь Киры, актриса                                       |
| 2017 | ф  | Игра судеб. Катала          | Имя персонажа не указано                                                    |
| 2018 | ф  | Отрыв                       | Катя Кашина                                                                 |
| 2019 | с  | Магомаев                    | Тамара Ильинична Синявская, оперная певица, супруга певца Муслима Магомаева |
| 2019 | с  | Скажи что-нибудь хорошее    | Евгения Анатольевна Ромашина, оперная певица                                |
| 2022 | ф  | Эластико: Двенадцатый игрок | Даша Разбегаева                                                             |
| 2022 | в  | Заговор в Голливуде         | Звезда                                                                      |
| 2024 | ф  | Затерянные в Рио Браво      | Валери                                                                      |